# プラムソース

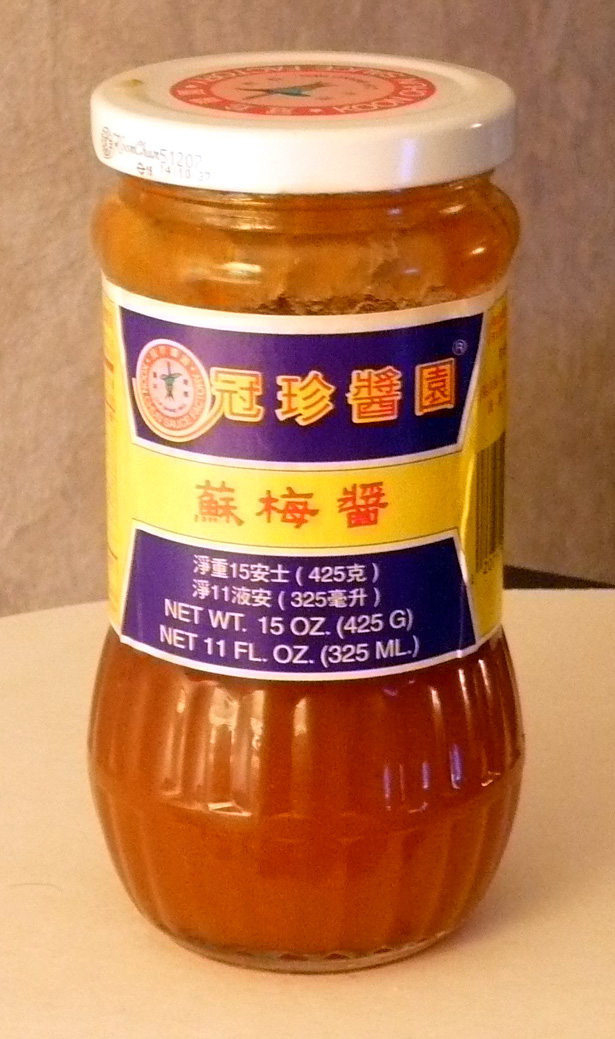
瓶に入ったプラムソース

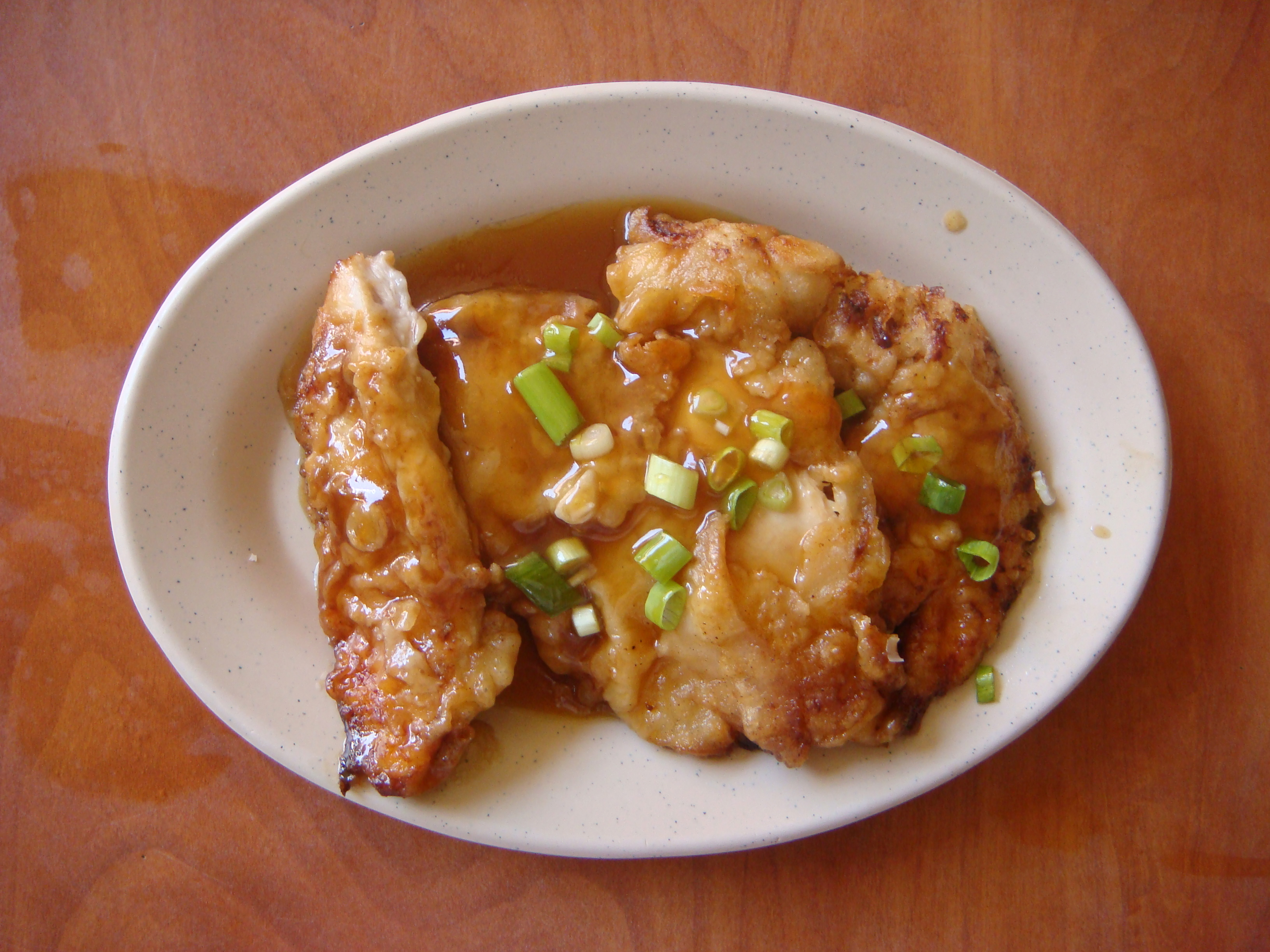
プラムソースで調理した鶏肉

プラムソース(Plum sauce)は、粘度が高く、明るい茶色で、甘酸っぱい調味料である。春巻き、エッグロール、揚げ麺、揚げチキンボール等の揚げ物やローストダックのディップとして中国料理で用いられる。甘いスモモか、モモ、パイナップル、アンズ等の果物と、砂糖、酢、食塩、ショウガ、トウガラシ等から作る。